# Mycena strobilinoides
Espèce
Synonymes
- Prunulus strobilinoides (Murrill 1916)
- Prunulus aurantiacus (Murrill 1916)
- Mycena aurantiaca (Murrill 1916)

Mycena strobilinoides est une espèce de champignons de la famille des Mycenaceae et du genre Mycena. On le trouve en Amérique du Nord (plus généralement dans l'ouest) où il pousse en touffes sur des tapis d'aiguilles ou de la mousse à une altitude supérieure à 760 m,.

## Description
Le pied, orangeâtre, mesure 3  à   4 cm de hauteur et fait de 1  à   2 mm d'épaisseur. Pliant et cartilagineux, il présente de petits poils orange à la base et il est recouvert d'une légère poudre orange près du sommet.
Le chapeau, large de 1  à   2 cm, est lisse, doux et gluant, très conique mais s'aplanit légèrement avec l'âge ; légèrement transparent sur les bords lorsqu'il est humide mais non hygrophane, il se strie avec l'âge. Rougeâtre quand il est jeune, il pâlit vers une teinte jaunâtre ou blanchâtre en vieillissant. Il est recouvert d'une fine pellicule qui protège une couche de cellules dont le contenu est orange brillant.
Les lamelles sont adnées, légèrement décurrentes, de couleur jaune rougeâtre, espacées environ de 2  à   3 mm, et quinze à vingt d'entre elles atteignent le stipe.
La chair est fine, pliable et jaunâtre. L'odeur et le goût ne sont pas distinctifs.
Les spores sont ellipsoïdes et amyloïdes et mesurent entre 7  et   9 μm de long pour 4  à   5 μm de large. Les basides contiennent quatre spores et mesurent entre 20  et   30 μm de long pour 6  à   7,5 μm de large. Les pleurocystides et les cheilocystides (respectivement des cystides sur l'arête et la face des lamelles) sont similaires en morphologie et plutôt abondantes, et même très abondantes en ce qui concerne les premières ; clavées, elles sont recouvertes de piques à leur sommet et leur contenu est orange pâle ou brillant.